# Ålberga
Ålberga è un'area urbana della Svezia situata nel comune di Nyköping, contea di Södermanland.
La popolazione risultante dal censimento 2010 era di 247 abitanti .